# Prelovec
Prelovec je priimek več znanih Slovencev:
- Zorko Prelovec (1887—1939), skladatelj in zborovodja